# Majoie Houndji

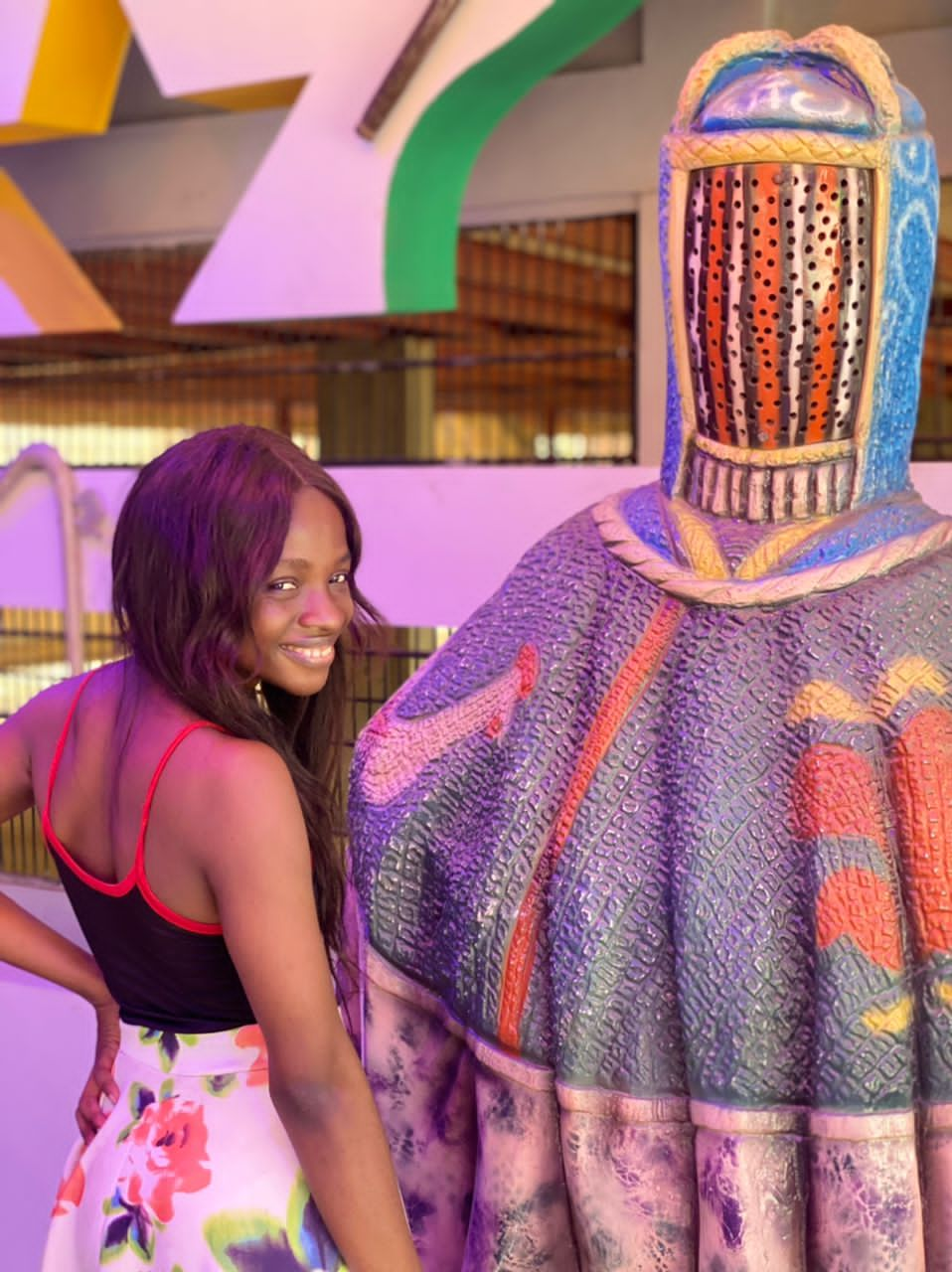
Majoie Houndji au complexe touristique Béninois Agualand en 2022

Majoie Houndji née le 4 mars 1997 à Covè au Bénin, est une influenceuse, chroniqueuse télé, animatrice Web et activiste béninoise.
Majoie Houndji est connue pour son militantisme contre le cyberharcèlement. Elle est l'une des premières victimes de cyberharcèlement au Bénin. Elle a été TEDx Speaker à la conférence TedxCadjehounWoman en 2021.

## Biographie

### Enfance et formation
Majoie commence les études au complexe scolaire abbe florent nascimento entre 2003 et 2009, au secondaire au collège Sainte Famille. Apres le Baccalauréat en 2015, elle fait des études de journalisme à l'Institut universitaire panafricain ( IUP) d'où elle est diplômée en 2018.
Elle a étudié le journalisme et a une maîtrise de communication numérique,,.
Majoie Houndji est victime de harcèlement dès son adolescence. 

### Victime de harcèlement
À la suite de l'intimidation sociale et collective qu'elle subit, Majoie Houndji se tourne vers les réseaux sociaux et y trouve un refuge,,.
Devenu virale sur internet à la suite d'un buzz lié à son apparence, Majoie Houndji est marginalisée et victime de cyberharcèlement cibllant son apparence physique  sur les réseaux sociaux. Elle vit une période de dépression, avant de pouvoir s'accepter telle qu'elle est, sur les conseils de son père,.

### Lutte contre le cyberharcèlement
Majoie Houndji se fixe dès lors pour objectif de lutter activement contre le cyberharcèlement d'apporter son aide aux victimes,,. Elle indique : « s’en foutre (pour protéger son mental) oui, mais continuer son chemin (pour paraître indifférent) non. Il faut lutter contre ce fléau qui gangrène notre société ».
À la suite de ses activités, discours, émissions et conférences, Majoie Houndji est remarquée. Ses discours sont lus et repris plusieurs fois,. Elle fait de ses complexes une force pour atteindre ses objectifs et aider les autres à faire de même.
Tedx speaker au Conférence TedxCadjehoun Woman en 2021, Majoie Houndji a raconté son histoire et la manière dont chaque personne peut se servir de ses complexes pour avancer.

## Activités parallèles
Majoie Houndji est impliquée dans l'autonomisation des jeunes grâce à Internet,. Elle partage des informations sur les opportunités qu'offre le numérique.
Majoie Houndji possède une agence de marketing et de communication digitale,,.